# Montilaira
Montilaira Chamberlin, 1921 è un genere di ragni appartenente alla famiglia Linyphiidae.

## Distribuzione
L'unica specie oggi attribuita a questo genere è un endemismo degli Stati Uniti.

## Tassonomia
Non è un sinonimo posteriore di Collinsia O. P.-Cambridge, 1913 a seguito di un lavoro dell'aracnologo Crawford del 1988.
L'aracnologo Tanasevitch non considera questi esemplari come specie a sé, bensì appartenenti al genere Agyneta Hull, 1911, con la denominazione Agyneta uta (Chamberlin, 1920).
A dicembre 2011, si compone di una specie:
- Montilaira uta (Chamberlin, 1919)[3] — USA